# Acanthosquilla tigrina
Acanthosquilla tigrina is een bidsprinkhaankreeftensoort uit de familie van de Nannosquillidae. De wetenschappelijke naam van de soort is voor het eerst geldig gepubliceerd in 1903 door Nobili.